# Tzvi Avni
Tzvi Avni (en hébreu : צבי אבני, le prénom est parfois écrit Zvi, né Hermann Jakob Steinke le 2 septembre 1927 à Sarrebruck) est un compositeur israélien.

## Biographie
Tzvi Avni a émigré enfant en Palestine mandataire. Il a fait ses études avec Paul Ben-Haim.
Sur la recommandation d'Edgard Varèse, il est entré au Columbia Princeton Electronic Music Center dans les années 1960. Plus tard, il a fondé un studio de musique électronique à l'Académie de musique de Jérusalem, suivant les idées de son mentor à New York, Vladimir Ussachevsky.

## Œuvres (liste partielle)
- 1961/69 Prayer (pour cordes)
- 1962 Summer Strings (pour quatuor à cordes)
- 1964 Vocalise (musique électronique)
- 1967 Mizmorei Tehilim (pour chœur mixte a cappella)
- 1967 Collage (pour voix, percussion, flûte et bande magnétique)
- 1968 Five Pantomimes (pour ensemble de chambre)
- 1969/75 By the Depth of River (quatre lieder pour mezzo-soprano et piano)
- 1970 Holiday Metaphors (pour orchestre symphonique)
- 1975 Two Psalms (pour hautbois et cordes ou quatuor à cordes)
- 1979 Epitaph Sonata (sonate pour piano nº 2)
- 1980 Programme Music 1980 (pour orchestre symphonique)
- 1982 Love under a Difference Sun (cycle de lieder sur des textes de cultures primitives pour mezzo-soprano, flûte, violon et violoncelle)
- 1985 Metamorphoses on a Bach Chorale (pour orchestre symphonique)
- 1989 Deep Callet unto Deep (cantate pour chœur mixte, soprano et orchestre ou orgue)
- 2008 The Lord is my Shepherd (pour chœur mixte a cappella)

## Distinctions
En 2001, Avni a reçu le Prix Israël, pour sa musique,.
Le 11 septembre 2012, Avni a été fait citoyen d'honneur de Sarrebruck.